# 大凑灣
大湊灣（日语：／ Ōminato wan */?），陸奧灣內灣，位于陸奧灣東北下北半島附近。
大致為陸奧市的城澤（じょうがさわ）、大湊、大平（おおだいら）、田名部（たなぶ）、奥内（おくない）、近川所合圍的海域。
灣內因筑有沙堤，從而又形成了蘆崎灣。
灣內有發源于下北丘陵的田名部川，新田名部川，發源于釜臥山的荒川，小荒川等河流注入。田名部川河口為大平港，蘆崎灣灣內為海上自衛隊大湊地方隊母港。
因灣內風平浪靜，自古又被成為安渡，安渡灣。
灣內扇貝養殖業興盛，此外，亦有海參，海鞘，比目魚等產出。